# Cryptotaenia calycina
Cryptotaenia calycina är en flockblommig växtart som beskrevs av C.C.Towns. Cryptotaenia calycina ingår i släktet kryptotenior, och familjen flockblommiga växter. Utöver nominatformen finns också underarten C. c. dissecta.